# Pour sauver sa race
Pour plus de détails, voir Fiche technique et Distribution.

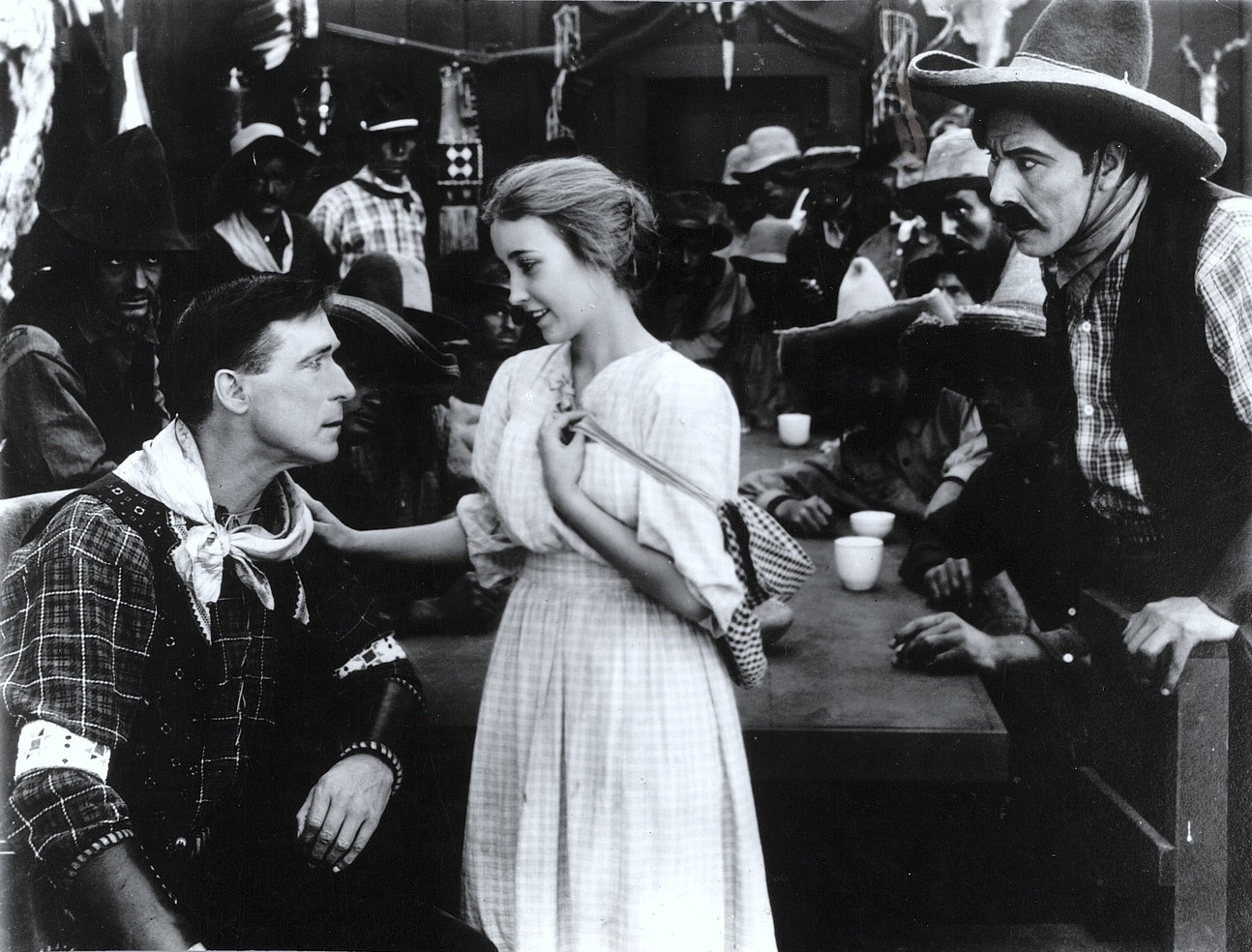
une scène du film

Pour sauver sa race (The Aryan) est un film muet américain réalisé par Reginald Barker, William S. Hart et Clifford Smith et sorti en 1916.

## Synopsis
Steve Denton, un métis, s'est enrichi dans des prospections. Mais il est rançonné par les citoyens de l'endroit. Il enlève la femme qu'il croit responsable de cet état de faits. Sa haine des hommes blancs le pousse à laisser mourir de faim une troupe d'éleveurs dans le désert. Mais parmi eux se trouve Mary Jane, une jeune fille qui ne le laisse pas indifférent...

## Fiche technique
- Titre français : Pour sauver sa race
- Titre original : The Aryan
- Réalisation : Reginald Barker, William S. Hart et Clifford Smith
- Scénario : C. Gardner Sullivan, d'après sa nouvelle
- Photographie : Joseph H. August
- Musique : Hugo Riesenfeld
- Genre : Western
- Producteur : Thomas H. Ince
- Société de production : Kay-Bee Pictures
- Société de distribution : Triangle Distributing
- Pays de production :  États-Unis
- Langue : Anglais américain
- Durée : 50 minutes
- Date de sortie : 
  - États-Unis : 9 avril 1916

## Distribution
- William S. Hart : Steve Denton
- Gertrude Claire : Mrs. Denton
- Charles K. French : 'Ivory' Wells
- Louise Glaum : Trixie
- Herschel Mayall : Chip Emmett
- Ernest Swallow : Pete
- Bessie Love : Mary Jane Garth
- J. Barney Sherry
- Enid Bennett
- John Gilbert
- Jean Hersholt